# Canton de Pessac-2
Pour les articles homonymes, voir Canton de Pessac (homonymie).
Le canton de Pessac-2 est une circonscription électorale française située dans le département de la Gironde et la région Nouvelle-Aquitaine.

## Géographie
Ce canton est organisé autour de Pessac dans l'arrondissement de Bordeaux. Son altitude varie de 12 m (Pessac) à 56 m (Pessac) pour une altitude moyenne de 17 m.

## Histoire
Le canton de Pessac-2 a été créé par décret du 15 janvier 1982 à la suite de la scission du canton de Pessac.
Un nouveau découpage territorial de la Gironde entre en vigueur à l'occasion des premières élections départementales suivant le décret du 20 février 2014. Les conseillers départementaux sont, à compter de ces élections, élus au scrutin majoritaire binominal mixte. Les électeurs de chaque canton élisent au Conseil départemental, nouvelle appellation du Conseil général, deux membres de sexe différent, qui se présentent en binôme de candidats. Les conseillers départementaux sont élus pour 6 ans au scrutin binominal majoritaire à deux tours, l'accès au second tour nécessitant 12,5 % des inscrits au 1er tour. En outre la totalité des conseillers départementaux est renouvelée. Ce nouveau mode de scrutin nécessite un redécoupage des cantons dont le nombre est divisé par deux avec arrondi à l'unité impaire supérieure si ce nombre n'est pas entier impair, assorti de conditions de seuils minimaux. Dans la Gironde, le nombre de cantons passe ainsi de 63 à 33. Le nouveau canton de Pessac-2 est formé de la commune de Gradignan et d'une fraction de communes. Il est entièrement inclus dans l'arrondissement de Bordeaux. Le bureau centralisateur est situé à Pessac.

## Représentation

### Représentation avant 2015
| Période | Période          | Identité            | Étiquette | Qualité                                                                                                |
| ------- | ---------------- | ------------------- | --------- | --- |
| 1982    | 1988             | Robert Sicre        | RPR       | |
| 1988    | 1998 (démission) | Alain Rousset       | PS        | Cadre supérieur du secteur privé Maire de Pessac (1989-2001) Président du Conseil Régional depuis 1998 |
| 1998    | 2015             | Jean-Jacques Benoît | PS        | Maire de Pessac (2008-2014)                                                                            |

### Représentation après 2015
| Période élective | Période élective | Mandat | Mandat   | Identité                | Nuance | Nuance | Qualité                                                                   |
| ---------------- | ---------------- | ------ | -------- | ----------------------- | ------ | ------ | ------------------------------------------------------------------------- |
| 2015             | 2021             | 2015   | 2021     | Laure Curvale           |        | EELV   | Conseillère municipale de Pessac, élue en 2021 dans le canton de Pessac-1 |
| 2015             | 2021             | 2015   | 2021     | Sébastien Saint-Pasteur |        | PS     | Attaché parlementaire, conseiller municipal de Pessac depuis octobre 2017 |
| 2021             | 2028             | 2021   | en cours | Agnès Destriau          |        | EELV   | Enseignante, conseillère municipale de Gradignan                          |
| 2021             | 2028             | 2021   | en cours | Sébastien Saint-Pasteur |        | PS     | Député                                                                    |

### Résultats détaillés

#### Élections de mars 2015
À l'issue du 1er tour des élections départementales de 2015, deux binômes sont en ballottage : Laure Curvale et Sébastien Saint-Pasteur (Union de la Gauche, 40,69 %) et Fabien Leroy et Karine Roux-Labat (Union de la Droite, 34,93 %). Le taux de participation est de 49,81 % (17 206 votants sur 34 544 inscrits) contre 50,54 % au niveau départemental et 50,17 % au niveau national.
Au second tour, Laure Curvale et Sébastien Saint-Pasteur (Union de la Gauche) sont élus avec 50,86 % des suffrages exprimés et un taux de participation de 48,43 % (7 934 voix pour 16 727 votants et 34 542 inscrits).

#### Élections de juin 2021
Le premier tour des élections départementales de 2021 est marqué par un très faible taux de participation (33,26 % au niveau national). Dans le canton de Pessac-2, ce taux de participation est de 34,13 % (12 352 votants sur 36 190 inscrits) contre 33,41 % au niveau départemental. À l'issue de ce premier tour, deux binômes sont en ballottage : Agnès Destriau et Sébastien Saint-Pasteur (Union à gauche avec des écologistes, 40,71 %) et Bérangère Couillard et Éric Martin (Union au centre, 25,92 %).
Le second tour des élections est marqué une nouvelle fois par une abstention massive équivalente au premier tour. Les taux de participation sont de 34,36 % au niveau national, 33,6 % dans le département et 34,3 % dans le canton de Pessac-2. Agnès Destriau et Sébastien Saint-Pasteur (Union à gauche avec des écologistes) sont élus avec 57,71 % des suffrages exprimés (6 607 voix pour 12 412 votants et 36 190 inscrits),,. 

## Composition

### Composition avant 2015
Le canton de Pessac-2 comprenait une fraction de la commune de Pessac.

### Composition à partir de 2015
| Nom                            | Code Insee | Intercommunalité   | Superficie (km2) | Population (dernière pop. légale)                | Densité (hab./km2) | Modifier                                    |
| ------------------------------ | ---------- | ------------------ | ---------------- | ------------------------------------------------ | ------------------ | ------------------------------------------- |
| Pessac (bureau centralisateur) | 33318      | Bordeaux Métropole | 38,82            | Fraction : 33 305 (2022) Commune : 66 874 (2022) | 1 723              | modifier les données · modifier les données |
| Gradignan                      | 33192      | Bordeaux Métropole | 15,77            | 26 186 (2022)                                    | 1 660              | modifier les données · modifier les données |
| Canton de Pessac-2             | 3324       |                    |                  | 59 491 (2022)                                    |                    | modifier les données                        |

Le nouveau canton de Pessac-2 comprend :
1. la commune de Gradignan,
2. la partie de la commune de Pessac non incluse dans le canton de Pessac-1.

## Démographie

### Démographie avant 2015
| 1982 | 1990   | 1999   | 2006   | 2011   | 2012   |
| ---- | ------ | ------ | ------ | ------ | ------ |
| -    | 23 709 | 27 118 | 27 536 | 27 879 | 27 413 |

### Démographie depuis 2015
En 2022, le canton comptait 59 491 habitants, en évolution de +6,53 % par rapport à 2016 (Gironde : +6,91 %, France hors Mayotte : +2,11 %).
| 2013   | 2018   | 2022   |
| ------ | ------ | ------ |
| 54 725 | 57 646 | 59 491 |